# Alex Skolnick
Alex Skolnick (Berkeley, Kalifornia, 1968. szeptember 29. –) amerikai gitáros, aki a Testament tagjaként vált ismertté a 80-as évek második felében. A 90-es évek elején kilépett a Testamentből, majd egy ideig a Savatage tagja volt. Saját zenekara az Alex Skolnick Trio mellyel jazzt játszik. Több előadó számára vendégeskedett már pályafutása alatt, valamint tagja a Savatage tagok által létrehozott Trans-Siberian Orchestra formációnak is.

## Pályafutása
Szülei Jerome és Arlene egyaránt egyetemi tanárok. Bátyja Michael Skolnick 1962-ben született.
Alex Skolnick 9 évesen szerette meg a rockzenét a Kiss révén. Emellett nagy hatást gyakorolt rá Eddie Van Halen, Randy Rhoads és Jimi Hendrix stílusa is. Zenekarok terén a Beatles, a Led Zeppelin, a Van Halen és Ozzy Osbourne volt rá komoly hatással. A korai 80-as években Joe Satriani tanítványaként tanult meg gitározni, majd 16 évesen csatlakozott egy helyi együtteshez, mely Legacy néven működött. Az együttes hamarosan felvette a Testament nevet, majd 1987-ben nekiálltak rögzíteni debütáló lemezüket.
A korong The Legacy címmel jelent meg a Megaforce/Atlantic gondozásában. Néhány héttel később már az Anthrax és az Overkill társaságában turnézott, majd 1988-ban újabb Testament-album jelent meg The New Order címmel, melyet az 1989-es Practice What You Preach követett a sorban. Ezen anyagok révén Skolnick komoly gitárhősi hírnévre tett szert, gyakran agatták rá a gitármagazinok a "legjobb thrashgitáros" és a "leginkább alábecsült gitáros" címkéket.
1990-ben jelent meg a Souls of Black című Testament-album, mely minden korábbinál magasabb helyre jutott a Billboard 200 listáján. Az 1992-es The Ritual album a korábbi thrash metal helyett egy power metalosabb irányba fordult, így vegyes fogadtatásban részesült.
Alex Skolnick a megjelenést követően elhagyta az együttest. Döntése hátterében zenei nézeteltérések álltak.
Még csak 24 voltam, és az előző években kizárólag a Testamentre koncentráltam. Ahhoz, hogy fejlődni tudjak, ki kellett törnöm a "metalgitáros" szerepkörből. Sokoldalú zenész szerettem volna lenni, aki bátran elvállalhat bármilyen sessionmunkát. Szerettem volna különböző stílusú zenészekkel játszani, felfedezni a világzene és a jazz titkait.
Kilépése után a Savatage tagja lett. Criss Oliva többször emlegette a zenekarnak, hogy szereti Skolnick stílusát, így halála után Jon Oliva Skolnickot kereste meg a megüresedett helyre. Skolnick az 1994-es Handful of Rain albumon gitározott, de ő volt látható/hallható a Japan Live '94 című koncertlemezen/videókazettán is.
Ekkoriban olyan jazz-zenészek játékát tanulmányozta, mint Miles Davis, John Coltrane, Wes Montgomery, Joe Pass, Pat Metheny, John McLaughlin, Mike Stern, Garth Webber, Pat Martino, Chick Corea vagy Dianna Reeves.
Sessionmunkái révén olyan előadókkal dolgozott együtt, mint az Attention Deficit, vagy a The Dream Engine. Ezt követően megalapította a SkolTones formációt, ahol instrumentális bluest játszott. Ebből lett a jazzesebb SkolPatrol, amit az Alex Skolnick Trio követett. Felkérést kapott a Trans-Siberian Orchestra együttesbe is, melynek a mai napig tagja. A zenekart Savatage-zenészek hozták létre, még a 90-es évek közepén. Emellett számos zenésszel dolgozott együtt, többek között Ozzy Osbourne-nal, Stu Hamm (Joe Satriani, Steve Vai) basszusgitárossal, vagy Les Claypool (Primus) basszusgitáros/énekessel.
Saját zenekara az Alex Skolnick Trio a 2000-es évek elején indult. Az együttes 2002-ben jelentette meg első albumát, melyet 2004-ben és 2007-ben követte a folytatás. Az Alex Skolnick Trio az utóbbi tíz évben több rangos zenei díjat tudhat magáénak. A zenekar érdekessége, hogy időközönként feldolgoznak egy-egy közismert metaldalt, jazzes köntösbe bújtatva.
2004-ben felbukkant a Lamb of God Ashes of the Wake albumán is, mint vendégzenész. Az anyagon még egy vendéggitáros is szerepelt Chris Poland személyében.
2005-ben visszatért a Testament soraiba. Ugyan a First Strike Still Deadly válogatásalbum alkalmával, valamint a "Thrash of the Titans" rendezvény keretein belül már korábban is összejött régi zenésztársaival, de a 2005-ös visszatérése stúdióalbumot is eredményezett. A The Formation of Damnation 2008-ban jelent meg, mely pozitív kritikákban részesült.
2009-ben vendégeskedett a mexikói Rodrigo y Gabriela gitárduó számára, méghozzá annak 11:11 című albumán. A lemezen az Atman című szám szólója fűződik a nevéhez.

## Stílus, hangszer
Alex Skolnick a 80-as évek végén szerzett magának gitárhősi hírnevet a Testament tagjaként. Szólói egyszerre technikásak és könnyen értelmezhetőek, melyek kerülik a felesleges technikai bravúrokat.
A Testament gitárosaként bizonyította, hogy remek ritmusgitáros is egyben. Széles zenei látókörrel rendelkezik, otthonosan mozog a jazz világában is, melyet az Alex Skolnick Trio keretein belül valósít meg. Nagyrészt Gibson formájú Heritage gitárokat használ, rendszerint a bal kezével vibratózva. Elmondása szerint a Heritage gitárok olyan minőséget képviselnek, mint csak a 60-as, 70-es évek Gibson gitárjai.
A Testament koncerteken a H-150-es modellt, valamint az ezen alapuló, ám kissé eltérő paraméterekkel rendelkező signature modellt használja. Az Alex Skolnick Trio tagjaként pedig egy félig üreges testű H-575-ös hangszert használ. Emellett egy Ibanez 540 Power II modell is megtalálható a gyűjteményében, melyet főleg a Testament korai éveiben használt, de emellett gyakran használ Gibson Les Paul gitárokat is. A Marshall erősítőkhöz már a Testament óta hozzá van szokva, de ha jazzről van szó akkor Budda kombót használ. Heritage gitárjaiba rendszerint Seymour Duncan hangszedőket rak.
Kezdő és haladó gitárosok számára internetes fórumot is vezet a tapasztalatairól (www.skolnotes.blogspot.com)

## Diszkográfia

### Testament
- The Legacy (1987)
- The New Order (1988)
- Practice What You Preach (1989)
- Souls of Black (1990)
- The Ritual (1992)
- The Best of Testament (1996)
- Signs of Chaos (1997)
- The Very Best of Testament (2001)
- First Strike Still Deadly (2001)
- Live in London (2005)
- The Formation of Damnation (2008)
- Dark Roots of Earth (2012)
- Brotherhood of the Snake (2016)

### Alex Skolnick Trio
- 2002: Goodbye to Romance: Standards for a New Generation
- 2004: Transformation
- 2007: Last Day in Paradise
- 2018: Conundrum

### Savatage
- Handful of Rain (1994)

### Trans-Siberian Orchestra
- Night Castle (2009)